# Eleonora Caterina del Palatinato-Zweibrücken-Kleeburg
Eleonora Caterina del Palatinato-Zweibrücken-Kleeburg (Castello di Stegeborg, 17 maggio 1626 – Osterholz, 3 marzo 1692) era cugina e sorella adottiva della regina Cristina di Svezia e sorella del re Carlo X. Dopo l'ascesa al trono di suo fratello (1654), lei ed i suoi fratelli e sorelle furono tutti considerati principi e principesse reali di Svezia. Come moglie  di Federico d'Assia-Wanfried (1617–1655), fu per matrimonio langravia d'Assia-Eschwege, e dopo la morte di suo marito funse da reggente e amministratore delle sue terre (1655–1692).

## Biografia
Eleonora nacque nel Castello di Stegeborg nella provincia di Östergötland in Svezia dalla principessa di Svezia Caterina Vasa e da suo marito, il conte palatino Giovanni Casimiro del Palatinato-Zweibrücken-Kleeburg. Sua madre era la sorellastra di re Gustavo II Adolfo e la prima nata tra le figlie femmine di Carlo IX. I suoi genitori, che erano cugini di secondo grado, vivevano in Svezia dal 1622, ed Eleonora ed i suoi fratelli e sorelle, incluso sua sorella Maria Eufrosina, crebbero in Svezia come fratelli e sorelle adottivi della loro cugina, la regina Cristina di Svezia. Eleonora era di appena sette mesi maggiore di Cristina ed ebbero lo stesso insegnante, Johannes Matthiae Gothus.
Le trattative riguardanti il suo matrimonio con il langravio Federico d'Assia-Eschwege, figlio del langravio Maurizio d'Assia-Kassel, cominciarono nel 1643. Il langravio era cugino di secondo grado di entrambi i suoi genitori  e maggiore di Eleonora di nove anni. Il processo di negoziazione fu difficile, ma alla fine completato nel giugno 1646. Le fu concessa una fortuna di 20.000 fiorini da suo padre. Il matrimonio ebbe luogo a Tre Kronor, a Stoccolma il 6 settembre 1646.
Dopo le nozze, Eleonora confessò al marito, "in ginocchio", che aveva avuto una relazione con un suonatore di liuto e attore francese, Beschon dal teatro di corte francese di Antoine de Beaulieu, ed era in attesa di un figlio. Federico decise di agire come se niente fosse e di nascondere la questione, che purtroppo diventò uno scandalo noto. Beschon scrisse una composizione per Eleonora che egli le spedì insieme ad una lettera datata 28 febbraio 1647, e che Eleonora diede a suo fratello; questi documenti sono ora conservati nella collezione Stegeborg.
Il matrimonio si rivelò infelice. Federico prese parte alla guerra di suo cognato in Polonia, dove fu ucciso nel 1655. Eleonora non si risposò. Si diceva che fosse troppo imbarazzata per lo scandalo con Beschon per ritornare alla corte svedese, così preferì vivere nel palazzo a Eschwege, sebbene viaggiasse in Svezia. 
Eleonora fu l'amministratore e reggente dei possedimenti di suo marito nel Sacro Romano Impero. Inviò sua figlia Giuliana alla corte reale svedese per esservi allevata e qui fu considerata come una futura sposa di Carlo XI fino a quando non rimase incinta, nel 1672. Eleonora fece infatti visitò la Svezia ìnel 1661, nel 1674 e nel 1681. Durante la sua visita del 1674, Lorenzo Magalotti la descrisse come "una donna malvagia, strana, orgogliosa e melanconica" che passava la maggior parte del suo tempo in pie devozioni.
Eleonora morì a Osterholz a Brema (attuale Germania) ed è sepolta nella Altstädter Kirche ("chiesa della città vecchia") a Eschwege dove ora sorge la Marktkirche.
Alcuni dei suoi discendenti degni di nota includono Guglielmo II di Germania, Nicola II di Russia, Vittoria del Regno Unito, Carlo, principe del Galles e l'attuale re di svedese, Carlo XVI Gustavo.

## Figli
- Margherita (Erfurt, 31 marzo 1647 - Erfurt, 19 ottobre 1647).[5]
- Cristina (Kassel, 30 ottobre 1649 - Bevern, 18 marzo 1702), sposò nel 1667 il duca Ferdinando Alberto I di Brunswick-Lüneburg-Bevern.
- Elisabetta (Eschwege, 7 aprile 1650 - Eschwege, 27 aprile 1651).
- Giuliana (Eschwege, 14 maggio 1652 - Ijsselstein, 20 giugno 1693), potenziale moglie di Carlo XI di Svezia; sposò nel 1680 Johann Jakob Marchand, barone di Lilienburg.
- Carlotta (Eschwege, 3 settembre 1653 - Bremen, 7 febbraio 1708), sposò nel 1673 il principe Augusto di Sassonia-Weissenfels (figlio del duca Augusto) e poi nel 1679 il conte Giovanni Adolfo di Bentheim-Tecklenburg (dal quale divorziò nel 1693).
- il principe ereditario Federico d'Assia-Eschwege (Eschwege, 30 novembre 1654 -27 luglio 1655).

## Ascendenza
|                                                       |                     |                                | Genitori                      |  |  | Nonni |  |  | Bisnonni                            |  |  | Trisnonni                           |  |
|                                                       |                     |                                |                               |  |  |       |  |  | Volfango del Palatinato-Zweibrücken |  |  | Luigi II del Palatinato-Zweibrücken |  |
|                                                       |                     |                                |                               |  |  |       |  |  | Volfango del Palatinato-Zweibrücken |  |  | Luigi II del Palatinato-Zweibrücken |  |
|                                                       |                     | Elisabetta d'Assia             |                               |  |  |       |  |  | Volfango del Palatinato-Zweibrücken |  |  |                                     |  |
| Giovanni I del Palatinato-Zweibrücken                 |                     |                                |                               |  |  |       |  |  | Volfango del Palatinato-Zweibrücken |  |  |                                     |  |
|                                                       |                     | Anna d'Assia                   | Filippo I d'Assia             |  |  |       |  |  |                                     |  |  |                                     |  |
|                                                       |                     | Anna d'Assia                   | Filippo I d'Assia             |  |  |       |  |  |                                     |  |  |                                     |  |
|                                                       |                     | Anna d'Assia                   | Cristina di Sassonia          |  |  |       |  |  |                                     |  |  |                                     |  |
| Giovanni Casimiro del Palatinato-Zweibrücken-Kleeburg |                     | Anna d'Assia                   |                               |  |  |       |  |  |                                     |  |  |                                     |  |
|                                                       |                     | Guglielmo di Jülich-Kleve-Berg | Giovanni III di Kleve         |  |  |       |  |  |                                     |  |  |                                     |  |
|                                                       |                     | Guglielmo di Jülich-Kleve-Berg | Giovanni III di Kleve         |  |  |       |  |  |                                     |  |  |                                     |  |
|                                                       |                     | Guglielmo di Jülich-Kleve-Berg | Maria di Jülich-Berg          |  |  |       |  |  |                                     |  |  |                                     |  |
| Maddalena di Jülich-Kleve-Berg                        |                     | Guglielmo di Jülich-Kleve-Berg |                               |  |  |       |  |  |                                     |  |  |                                     |  |
|                                                       |                     | Maria d'Austria                | Ferdinando I d'Asburgo        |  |  |       |  |  |                                     |  |  |                                     |  |
|                                                       |                     | Maria d'Austria                | Ferdinando I d'Asburgo        |  |  |       |  |  |                                     |  |  |                                     |  |
|                                                       |                     | Maria d'Austria                | Anna Jagellone                |  |  |       |  |  |                                     |  |  |                                     |  |
| Eleonora Caterina di Zweibrücken-Kleeburg             |                     | Maria d'Austria                |                               |  |  |       |  |  |                                     |  |  |                                     |  |
|                                                       | Gustavo I di Svezia | Erik Johansson Vasa            |                               |  |  |       |  |  |                                     |  |  |                                     |  |
|                                                       | Gustavo I di Svezia | Erik Johansson Vasa            |                               |  |  |       |  |  |                                     |  |  |                                     |  |
|                                                       | Gustavo I di Svezia | Cecilia Månsdotter Eka         |                               |  |  |       |  |  |                                     |  |  |                                     |  |
| Carlo IX di Svezia                                    | Gustavo I di Svezia |                                |                               |  |  |       |  |  |                                     |  |  |                                     |  |
|                                                       |                     | Margherita Leijonhufvud        | Erik Abrahamsson Leijonhufvud |  |  |       |  |  |                                     |  |  |                                     |  |
|                                                       |                     | Margherita Leijonhufvud        | Erik Abrahamsson Leijonhufvud |  |  |       |  |  |                                     |  |  |                                     |  |
|                                                       |                     | Margherita Leijonhufvud        | Ebba Eriksdotter Vasa         |  |  |       |  |  |                                     |  |  |                                     |  |
| Caterina di Svezia                                    |                     | Margherita Leijonhufvud        |                               |  |  |       |  |  |                                     |  |  |                                     |  |
|                                                       |                     | Ludovico VI del Palatinato     | Federico III del Palatinato   |  |  |       |  |  |                                     |  |  |                                     |  |
|                                                       |                     | Ludovico VI del Palatinato     | Federico III del Palatinato   |  |  |       |  |  |                                     |  |  |                                     |  |
|                                                       |                     | Ludovico VI del Palatinato     | Maria di Brandeburgo-Kulmbach |  |  |       |  |  |                                     |  |  |                                     |  |
| Anna Maria di Wittelsbach-Simmern                     |                     | Ludovico VI del Palatinato     |                               |  |  |       |  |  |                                     |  |  |                                     |  |
|                                                       |                     | Elisabetta d'Assia             | Filippo I d'Assia             |  |  |       |  |  |                                     |  |  |                                     |  |
|                                                       |                     | Elisabetta d'Assia             | Filippo I d'Assia             |  |  |       |  |  |                                     |  |  |                                     |  |
|                                                       |                     | Elisabetta d'Assia             | Cristina di Sassonia          |  |  |       |  |  |                                     |  |  |                                     |  |
|                                                       |                     | Elisabetta d'Assia             |                               |  |  |       |  |  |                                     |  |  |                                     |  |